# Tang Ravāq
Tang Ravāq (persiska: تَنگِ رَواق, Tang-e Ravāq, تنگ رواق) är en ort i Iran.   Den ligger i provinsen Kohgiluyeh och Buyer Ahmad, i den centrala delen av landet, 500 km söder om huvudstaden Teheran. Tang Ravāq ligger 1 572 meter över havet och antalet invånare är 613.
Terrängen runt Tang Ravāq är kuperad åt sydväst, men åt nordost är den bergig.Runt Tang Ravāq är det ganska tätbefolkat, med 75 invånare per kvadratkilometer. Närmaste större samhälle är Pātāveh, 9,8 km söder om Tang Ravāq. Omgivningarna runt Tang Ravāq är i huvudsak ett öppet busklandskap.